# Moetsukita Seishun
Moetsukita Seishun (燃えつきた青春) é o segundo álbum ao vivo de LAZY. Foi lançado em 5 de abril de 1981 pela RCA Records e tem 18 faixas.

## Produção
Segundo álbum ao vivo da LAZY, primeira banda de Hironobu Kageyama, que também tinha membros da Neverland e da Loudness. Foi lançado em LP duplo, um com 10 músicas e outro com oito. Teve relançamentos em CD em 1991 e 2008. Foi gravado em um show no Chofu City Green Hall, em Chofu, Tóquio, em 18 de fevereiro de 1981. 

## Recepção
O site CD Journal, no relançamento de 1991, disse que "a raiva dos integrantes (...) cria uma atmosfera de tensão aterrorizante." Uma referência ao fim da banda, que estava próximo. O mesmo site, no relançamento de 2008, destaca a "sólida habilidade" dos membro da banda.

## Faixas
| Disco 1        |                         |                  |                 |                |         |  |
| N.º            | Título                  | Letras           | Música          | Arranjo        | Duração |  |
| 1.             | "Kanjite Night"         | Ayumi Date       | Kimio Mizutani  | LAZY           | 3:10    |  |
| 2.             | "Jigoku no Tenshi"      | Rei Nakanishi    | Shunichi Tokura | LAZY           | 5:00    |  |
| 3.             | "Midnight Boxer"        | Kazuko Kobayashi | Kingo Hamada    | LAZY           | 3:04    |  |
| 4.             | "Good-By My Baby"       | Eiji Takino      | Hiroyuki Tanaka | LAZY           | 4:02    |  |
| 5.             | "Bokura No Kunidemo"    | A. Date          | K. Mizutani     | LAZY           | 4:44    |  |
| 6.             | "Ai ni wa Ai wo"        | Yoshiko Miura    | Koji Makaino    | LAZY           | 5:33    |  |
| 7.             | "Prelude"               | Yukinojo Mori    | Shunji Inoue    | LAZY           | 2:35    |  |
| 8.             | "Umi wo Mitsumete"      | Y. Miura         | Akira Takasaki  | LAZY           | 5:20    |  |
| 9.             | "Baby, I Make a Motion" | Ritsu Iwasawa    | Kunihiko Kase   | LAZY           | 3:42    |  |
| 10.            | "Hey! I Love You!"      | Y. Mori          | K. Makaino      | LAZY           | 9:48    |  |
| Duração total: | Duração total:          | Duração total:   | Duração total:  | Duração total: | 46:58   |  |

| Disco 2        |                                   |                       |                |                |         |  |
| N.º            | Título                            | Letras                | Música         | Arranjo        | Duração |  |
| 1.             | "DREAMER"                         | A. Date a A. Takasaki | A. Takasaki    | LAZY           | 5:07    |  |
| 2.             | "So Don't Cry"                    | H. Tanaka             | A. Takasaki    | LAZY           | 4:34    |  |
| 3.             | "Utsukushii Yokan"                | A. Date               | A. Takasaki    | LAZY           | 5:10    |  |
| 4.             | "DREAMY EXPRESS TRIP"             | A. Date               | K. Mizutani    | LAZY           | 4:17    |  |
| 5.             | "LONELY STAR"                     | H. Tanaka e A. Date   | H. Tanaka      | LAZY           | 7:08    |  |
| 6.             | "Earth Ark (Uchuusen Chikyuugou)" | A. Date               | A. Takasaki    | LAZY           | 3:13    |  |
| 7.             | "TIME GAP"                        | A. Date               | K. Mizutani    | LAZY           | 4:29    |  |
| 8.             | "HOTEL"                           | Y. Miura              | A. Takasaki    | LAZY           | 5:36    |  |
| Duração total: | Duração total:                    | Duração total:        | Duração total: | Duração total: | 39:58   |  |

## Integrantes
- Hironobu Kageyama (Michell) - Vocal

- Akira Takasaki (Suzy) - Guitarra

- Hiroyuki Tanaka (Funny) - Baixo

- Shunji Inoue (Pocky) - Teclado

- Munetaka Higuchi (Davy) - Bateria